# Mărimi molare parțiale
Mărimile molare parțiale sunt mărimi ce caracterizează termodinamic amestecurile de substanțe. Sunt aditive, suma produselor lor cu fracțiile molare dau proprietatea integrală a amestecurilor. Un exemplu binecunoscut e volumul molar parțial.

## Definire
Aceste mărimi indică cum se schimbă o proprietate extensivă cu variația compoziției amestecului. Se notează la fel ca mărimea extensivă dar cu o bară deasupra simbolului mărimii extensive.
{\displaystyle Z=\sum _{i=1}^{m}n_{i}{\bar {Z_{i}}},}